# Province de Kénitra
La province de Kénitra (en arabe : القنيطرة) est une subdivision à dominante urbaine de la région marocaine de Rabat-Salé-Kénitra. Elle tire son nom de son chef-lieu, Kénitra.

## Géographie
La province de Kénitra est située sur la côte atlantique, au nord de Rabat.
Sa superficie, initialement de 4 745 km2, est de 3 253 km2 depuis la création de la province de Sidi Slimane, en 2009, à partir de son territoire.

## Démographie

### Province
| 979 210                                 | 1 167 301 | 1 061 435 |
| 1994, 2004, 2014 : recensement officiel |           |           |

### Découpage territorial
- la province de Kénitra est composée de 20 communes, dont trois communes urbaines (ou municipalités) : Kénitra, son chef-lieu, Mehdia et Souk el Arbaâ.
- les 17 communes rurales restantes sont rattachées à 5 cercles :

|                        | Population en 2014 |
| ---------------------- | ------------------ |
| Municipalités          |                    |
| Kénitra                | 431 281            |
| Souk El Arbaa          | 69 265             |
| Mehdia                 | 28 636             |
| Cercles                |                    |
| Ben Mansour            | 128 780            |
| Kénitra-Banlieue       | 117 375            |
| Souk Tlet El Gharb     | 115 106            |
| Lalla Mimouna          | 93 850             |
| Souk El Arbaa El Gharb | 77 141             |

## Héraldique
| Petites armoiries de la province de Kénitra | Les armoiries de la province de Kénitra se blasonnent ainsi : « De gueules, à la bande d’or chargée d’un engrenage de sinople, accompagnée de deux gerbes de blé du même, l’une en chef, l’autre en pointe, à la bordure du même à douze arbres, quatre en chef, quatre flanc dextre, quatre en flanc senestre, et quatre en pointe. L’écu est timbré de la couronne royale marocaine. » | Grandes armoiries de la province de Kénitra |